# 德奧多羅·達·豐塞卡
曼努埃尔·德奥多罗·达·丰塞卡（葡萄牙語：Manuel Deodoro da Fonseca，1827年8月5日—1892年8月23日），巴西軍人和政治家，生於一個軍人世家。1843年進里約熱內盧軍官學校，畢業後領中尉軍銜。1848年參加鎮壓伯南布哥省“海濱黨”起義後擢升為上尉。后因在巴拉圭戰爭（1864–1870）中立功晉陞為上校。1884年晉升陆军元帅。1887年組織軍事俱樂部，成為陸軍首腦，曾代表軍隊發布拒絕鎮壓逃亡奴隸的聲明。
1889年11月他和佩紹托參與巴西共和政变，推翻佩德罗二世帝制，成立巴西第一共和国，任臨時政府總統。1890年為大元帥。1891年2月當選為正式總統，成为共和国首任总统（1889–1891）。
他主張集權，傾向獨裁，反對議會限制和監督其權力，並利用職權行私營利。同年11月3日，違反憲法規定解散議會，宣布戒嚴，激起群眾不滿，鐵路工人舉行罷工、陸海軍出現騷動。11月23日被迫辭職。1892年8月23日病逝於里約熱內盧。